# Prunay-le-Temple
Prunay-le-Temple is een gemeente in het Franse departement Yvelines (regio Île-de-France) en telt 301 inwoners (1999). De plaats maakt deel uit van het arrondissement Mantes-la-Jolie.

## Geografie
De oppervlakte van Prunay-le-Temple bedraagt 6,8 km², de bevolkingsdichtheid is 44,3 inwoners per km².
De onderstaande kaart toont de ligging van Prunay-le-Temple met de belangrijkste infrastructuur en aangrenzende gemeenten.

## Demografie
Onderstaande figuur toont het verloop van het inwonertal (bron: INSEE-tellingen).